# Asamblea Legislativa de la República de Carelia
La Asamblea Legislativa de la República de Carelia (en ruso: Законодательное собрание Республики Карелия) es el órgano legislativo de la República de Carelia, una de las 22 repúblicas de Rusia.
Este parlamento regional es unicameral y ostenta la máxima representación de la autoridad legislativa de Carelia. Las bases legales de su poder se recogen en el decreto que realizó el Consejo Supremo de la República de Carelia (antecesor de la propia Asamblea Legislativa).

## Elección
La Asamblea Legislativa se compone de 36 diputados de la República de Carelia. Bajo la ley actual, 18 personas son elegidos en circunscripciones de mandato único. En este caso, los electores votan por una persona en particular. La otra mitad de los miembros de la Asamblea Nacional se elige de acuerdo a las listas electorales de los partidos políticos. En este caso, los electores votan al partido. Sobre la base de los resultados de toda la república, cada partido debe superar un mínimo de porcentaje en ambas circunscripciones y, de superarlo, obtienen el número de escaños correspondiente al número de votos recibidos.
Los diputados son elegidos para los períodos legislativos completos, lo que en Carelia supone 5 años desde 2006 (anteriormente eran 4 años). Cualquier ciudadano de la república mayor de 21 años y que no se le haya negado el derecho a voto puede presentarse para diputado.

## Funciones
La tarea principal de la estructura parlamentaria de Carelia es la creación de la base legislativa de la República, y el control e implantación sobre sus estructuras gubernamentales.

## Composición

### Estructura orgánica
La estructura orgánica de la Asamblea Legislativa tiene el siguiente organigrama.
- Jefe de Estado Mayor.
  - Subjefes.
- Asesores del Presidente de la Asamblea Legislativa.
  - Gestión de asuntos.
  - Gestión de organización.
    - Departamento Legal.
    - Departamento de Administración Pública.
    - Departamento de Política Económica.
    - Departamento de Política Social.
    - Departamento de información y análisis.
    - Departamento de finanzas.
    - Departamento de Servicio Civil y Personal.

## Funcionamiento
El trabajo del Parlamento está encabezado por el presidente y sus adjuntos. El presidente de la VI Legislatura es Elissan Shandalovich. El resto de cargos de representantes presenta la siguiente estructura:
- Presidente de la Asamblea Legislativa.
  - Primer Vicepresidente de la Asamblea Legislativa.
  - Vicepresidente de la Asamblea Legislativa.
  - Comités y Comisiones de la Asamblea Legislativa.
    - Estructura orgánica de la Asamblea Legislativa.
- Representante en Jefe de la República de Kazajistán en la Asamblea Legislativa.

El trabajo de los diputados de la Asamblea se lleva a cabo en el marco de comités y comisiones. En la V Legislatura hay 5 comités y 2 comisiones:
Comités
- Comité sobre el Estado de Derecho y el Orden.
- Comité de Administración Estatal y Autonomía Local.
- Comité de Presupuesto e Impuestos.
- Comité de Salud y Política Social.
- Comité de Recursos Naturales y Ecología.

Comisiones
- Comisión de Política Económica.
- Comisión de Política Educativa, Cultural, Deportiva y Juvenil.

Estos comités y comisiones trabajan de manera continua (todas las semanas) en las oficinas de la Asamblea en Petrozavodsk.

### V Legislatura (2014-2019)
| Facciones políticas en la Asamblea Estatal de Carelia |                 |       |         |
| Facción/Partido                                       | Facción/Partido | Líder | Escaños |
| Rusia Unida                                           |                 |       | 24      |
| Partido Liberal-Demócrata de Rusia                    |                 |       | 3       |
| Rusia Justa                                           |                 |       | 3       |
| Partido Comunista de la Federación Rusa               |                 |       | 3       |
| Partido Ecológico Ruso "Los Verdes"                   |                 |       | 3       |

### Convocatorias históricas
| Convocatoria    | Años      | Presidente                                                                          | N.º Diputados |
| --------------- | --------- | ----------------------------------------------------------------------------------- | ------------- |
| I Legislatura   | 1994-1998 | Valentina Nikolaevna Pivnenko Rusia Unida (1994-2000)                               | 61            |
| II Legislatura  | 1998-2002 | Valentina Nikolaevna Pivnenko Rusia Unida (1994-2000)                               | 61            |
| III Legislatura | 2002-2006 | Nikolai Levin Rusia Unida (2000-2009) Alexander Pereplesnin Rusia Unida (2010-2011) | 57            |
| IV Legislatura  | 2006-2011 | Nikolai Levin Rusia Unida (2000-2009) Alexander Pereplesnin Rusia Unida (2010-2011) | 50            |
| V Legislatura   | 2011-2016 | Vladimir Semenov Rusia Unida                                                        | 50            |
| VI Legislatura  | 2016-2021 | Elissan Shandalovich Rusia Unida                                                    | 36            |